# 石淑兰
石淑兰（1971年7月—），重庆人，苗族，无党派人士。中华人民共和国政治人物、第十三届全国人民代表大会重庆市代表。

## 生平
2018年，石淑兰被选为重庆市出席第十三届全国人民代表大会代表。